# Loreto Carvajal
María Loreto Carvajal Ambiado (Cabrero, 18 de mayo de 1973) es egresada de Derecho y militante del Partido Por la Democracia. Senadora por la 16.ª Circunscripción, Región de Ñuble, periodo 2022-2030.
Fue senadora por la 16.ª Circunscripción, Región de Ñuble, entre 2021 y 2022, en reemplazo de Felipe Harboe. Primera Vicepresidenta de la Cámara de Diputados desde el 19 de marzo de 2019 al 7 de abril de 2020. Diputada por el 19° Distrito, Región de Ñuble, entre 2018 y 2021. Diputada por el Distrito Nº 42, Región del Biobío, por el periodo 2014-2018 y Concejala de Cabrero entre 2000 y 2009.

## Primeros años de vida
Nació el 18 de mayo de 1973, es hija de Domingo Arturo Carvajal Carvajal y Matilde Ambiado Melgarejo. Realizó sus estudios secundarios en el Liceo Alemán del Verbo Divino de Los Ángeles. Ingresó a la carrera de derecho en la Universidad Católica de la Santísima Concepción, sin embargo no la terminó.
Es Madre de un hijo. Desde 2019 es novia del exdiputado, Gabriel Silber.

## Vida política
Militante del Partido por la Democracia (PPD), en las elecciones municipales de 2000 fue elegida como concejala por la comuna de Cabrero, siendo reelecta en 2004 y 2008, posteriormente renunció en enero de 2009 para postularse como precandidata a las elecciones parlamentarias de ese año, asimismo también trabajo en la campaña presidencial de Eduardo Frei Ruiz-Tagle.
En noviembre de 2013 fue elegida como diputada, por el distrito N.° 42 representando a las comunas de San Carlos, Ñiquén, San Fabián, Bulnes, Quillón, Ránquil, Portezuelo, Coelemu, Treguaco, Cobquecura, Quirihue, Ninhue, San Nicolás, Cabrero y Yumbel en el LIV periodo legislativo (2014-2018), donde fue parte de las Comisiones permanentes de Vivienda, Desarrollo Urbano y Bienes Nacionales; Obras Públicas, Transportes y Telecomunicaciones; Agricultura, Silvicultura y Desarrollo Rural.
Carvajal ha apoyado igualmente el proyecto independentista de la ciudad de Monte Águila, localidad perteneciente administrativamente a Cabrero desde 1979, conforme al decreto Ley 2.868, dictado durante el Régimen Militar. quedando estructurada la comuna como se conoce actualmente. El sentimiento independentista de Monte Águila se ha debido al crecimiento de su población; por la poca inversión de dinero y proyectos en el territorio por parte de la primera administración comunal en democracia, del alcalde democratacristiano Hasan Sabag Castillo (1992-2012), y por la identidad propia de la ciudad de Monte Águila, en donde sus habitantes no se identifican con la capital de su comuna, Cabrero,por lo que sus ciudadanos, por medio del Comité Pro Comuna de Monteáguila ha presentado dos proyectos ante la SUBDERE, con el fin de ser comuna, en los años 2006, y en el año 2015, este último con el apoyo de la diputada.Al no tener Monte Águila una administración central, y estar siempre subordinado a una comuna más grande designada por el Gobierno, sin dar posibilidad de una autodeterminación de sus vecinos, han hecho que los monteaguilinos sientan desde siempre una situación descrita por ellos de "abandono".
En 2018 se transformó en la primera presidenta de la comisión de Mujeres y Equidad de Género de la Cámara de Diputadas y Diputados. En 2019 fue elegida como 1ª vicepresidenta de la Corporación, transformándose en la primera diputada de la nueva Región de Ñuble en asumir dicho cargo.
A inicios de 2021 fue nombrada por su partido para ser senadora por la circunscripción 13 (Ñuble y Biobío) tras la salida de Felipe Harboe, quien dejó su cargo para competir en las elecciones de convencionales constituyentes. Asumió el cargo el 3 de marzo de ese año hasta el fin del período parlamentario en 2022. Su puesto en la Cámara de Diputados fue ocupado por la exconcejala de Bulnes; Patricia Rubio.

## Controversias
En un reportaje de La Tercera dejó en descubierto que la diputada hacía campaña presentándose fraudulentamente como abogada, además de la Pontificia Universidad Católica de Chile (PUC), ambas afirmaciones falsas.
En 2019 salió a la luz que compró 2 departamentos en sector Villuco en Chiguayante por 180 millones de pesos y al contado. Hace referencia que son sus ahorros. Se le acusa de no pagar comisiones al corredor de propiedades.
En septiembre de 2020, en plena pandemia de COVID-19, Carvajal fue acusada de evadir un punto de control carretero junto con el diputado Silber. A ambos congresistas se les inició un sumario sanitario por una eventual infracción a las medidas de confinamiento y restricción de movilidad impuestas por las autoridades nacionales.

## Historial electoral

### Elecciones parlamentarias de 2013
- Elecciones parlamentarias de 2013, candidata a diputada por el distrito 42 (San Carlos, Ñiquén, San Fabián, Bulnes, Quillón, Ránquil, Portezuelo, Coelemu, Treguaco, Cobquecura, Quirihue, Ninhue, San Nicolás, Cabrero y Yumbel)[13]

| Candidato                 | Pacto                         | Partido | Votos  | %     | Resultado |
| ------------------------- | ----------------------------- | ------- | ------ | ----- | --------- |
| Jorge Sabag Villalobos    | Nueva Mayoría                 | PDC     | 44 980 | 45,85 | Diputado  |
| Frank Sauerbaum Muñoz     | Alianza                       | RN      | 26 423 | 26,93 |           |
| Loreto Carvajal Ambiado   | Nueva Mayoría                 | PPD     | 18 703 | 19,06 | Diputada  |
| Jaime Guilisasti Palacios | Alianza                       | ILJ     | 4363   | 4,44  |           |
| Héctor Arriagada Parra    | Nueva Constitución para Chile | IGUAL   | 3622   | 3,69  |           |

### Elecciones parlamentarias de 2017
- Elecciones parlamentarias de 2017, candidata a diputada por el distrito 19 (Bulnes, Cabrero, Cobquecura, Coelemu, Ñiquén, Portezuelo, Quillón, Quirihue, Ninhue, Ránquil, San Carlos, San Fabián, San Nicolás, Treguaco, Yumbel, Chillán, Chillán Viejo, Coihueco, El Carmen, Pemuco, Pinto, San Ignacio y Yungay)[14]

| Candidato                  | Pacto                    | Partido | Votos  | %     | Resultados |
| -------------------------- | ------------------------ | ------- | ------ | ----- | ---------- |
| Jorge Sabag Villalobos     | Convergencia Democrática | PDC     | 28 995 | 13.39 | Diputado   |
| Frank Sauerbaum Muñoz      | Chile Vamos              | RN      | 18 107 | 8.36  | Diputado   |
| Gustavo Sanhueza Dueñas    | Chile Vamos              | UDI     | 15 680 | 7.24  | Diputado   |
| Carlos Abel Jarpa Wevar    | La Fuerza de la Mayoría  | PRSD    | 15 377 | 7.1   | Diputado   |
| Margarita Letelier Cortés  | Chile Vamos              | UDI     | 14 448 | 6.67  |            |
| Cristóbal Martínez Ramírez | Chile Vamos              | IND-UDI | 12 830 | 5.92  |            |
| Loreto Carvajal Ambiado    | La Fuerza de la Mayoría  | PPD     | 12 734 | 5.88  | Diputada   |
| Cristian Quiroz Reyes      | Por Todo Chile           | País    | 11 905 | 5.50  |            |
| Manuel Bello Núñez         | La Fuerza de la Mayoría  | PPD     | 11 114 | 5.13  |            |
| Jacqueline Guíñez Núñez    | Chile Vamos              | RN      | 10 023 | 4.63  |            |

### Elecciones parlamentarias de 2021
- Elecciones parlamentarias de 2021, candidata a senadora por la Circunscripción 16, Región de Ñuble.[15]

| Candidato                           | Pacto               | Partido | Votos  | %     | Resultado |
| ----------------------------------- | ------------------- | ------- | ------ | ----- | --------- |
| Loreto Carvajal Ambiado             | Nuevo Pacto Social  | PPD     | 43 231 | 24.37 | Senadora  |
| Jorge Sabag Villalobos              | Nuevo Pacto Social  | PDC     | 32 706 | 18.71 |           |
| Gustavo Sanhueza Dueñas             | Chile Podemos Más   | UDI     | 30 258 | 17.31 | Senador   |
| Jacqueline van Rysselberghe Herrera | Chile Podemos Más   | UDI     | 21 800 | 12.47 |           |
| Cecilia Palacios Leiva              | Apruebo Dignidad    | PCCh    | 12 259 | 7.01  |           |
| David Keller Freeman                | Partido de la Gente | PDG     | 8290   | 4.74  |           |